# Sven-David Sandström
Sven-David Sandström   (30 d'octubre de 1942 - Högalid, 10 de juny de 2019) va ser un compositor clàssic suec d'òperes, oratoris, ballets i obres corals, així com obres orquestrals.

## Vida i carrera
Sandström va estudiar història de l'art i musicologia a la Universitat d'Estocolm. També va estudiar composició musical al "Royal College of Music", Estocolm.
Va ser membre del professorat del "Royal College of Music", Estocolm, i de la "Jacobs School of Music" de la Universitat d'Indiana, Bloomington, on va ensenyar durant deu anys.
Entre les seves obres es troben The High Mass, un Rèquiem, concerts per a flauta travessera, guitarra, piano i violoncel, i l'òpera del 2001, Jeppe: The Cruel Comedy en llibret i dirigida originalment per Claes Fellbom, que va encarregar l'obra per al centenari de la companyia d'òpera sueca. Fellbom va traduir l'òpera a l'anglès i va dirigir la seva primera producció en aquest idioma a la Universitat d'Indiana el febrer de 2003. El 2006 es va representar lOrdet – en passion de Sandström el 24 de març a Estocolm. Algunes de les seves obres es van inspirar en importants obres corals de Bach i altres compositors, però reinterpretats a l'estil molt personal de Sandström. Aquests inclouen un conjunt dels sis textos de cantata de Bach en l'estructura de Bach (cor doble més coral de quatre parts), una reinterpretació del text de El Messies de Haendel encarregat i estrenat pel Oregon Bach Festival el 2009 i també interpretat al Rheingau Musik Festival aquest any, i obres de Henry Purcell.
La seva obra es basa en idees de la música modernista, la música minimalista, el jazz i la música popular. De fet, a l'acte II de Jeppe, el cor canta la línia "O Lord, Won't You Buy Me a Mercedes-Benz" en harmonia basada en la melodia original de Janis Joplin. També va incorporar elements de la música de Tejano a la seva obra.
Sandström va escriure partitures de pel·lícules per a Äntligen! (1984), i per a la pel·lícula de televisió Facklorna (1991), Lars Norén's Ett Ordena Hades (1996), i Gertrud (1999).

## Estudiants destacats
- Marie Samuelsson